# Витебский государственный медицинский университет
Витебский государственный ордена Дружбы народов медицинский университет (бел. Віцебскі дзяржаўны ордэна Дружбы народаў медыцынскі ўніверсітэт) — высшее медицинское учебное заведение в городе Витебске, Республика Беларусь.

## История
Университет был открыт 1 ноября 1934 года как больница-медвуз. Общее количество студентов составляло примерно 250 человек на всех курсах.

В 1938 году больница-медвуз была переименована в Витебский медицинский институт.

### Институт во время войны
До 1941 года было подготовлено семь выпусков врачей. В начале войны институт был эвакуирован в Челябинск, а затем в 1943 году — в Ярославль. После на базе Витебского медицинского института был создан Ярославский медицинский институт. В 1944 году часть сотрудников института вернулась в Минск, где участвовала в восстановлении Минского медицинского института. В 1946 году институт вернулся в Витебск. С 1946 по 1950 годы ВУЗ возглавлял Анисим Иванович Савченко — заместитель министра здравоохранения БССР.

В 1948 году было создано студенческое научное общество.

### Послевоенный период
В 1959 году было открыто здание главного учебного корпуса, создан фармацевтический факультет. С 1965 до 1979 года, когда институт возглавлял Евгений Никандрович Медведский, были построены четыре общежития, начато строительство лабораторно-теоретического корпуса. В 1974 году открыто подготовительное отделение, позже переименованное в факультет профориентации и довузовской подготовки.

### 1980-е
В 1981 году Витебский государственный медицинский институт первым в Белоруссии получил право подготовки медицинских кадров для зарубежных стран. В 1984 году за большие заслуги в подготовке кадров для зарубежных государств институт был награждён орденом Дружбы народов. В 1989 году было открыто подготовительное отделение для иностранных граждан. В 1989 году институт из подчинения Минздрава СССР передаётся Минздраву БССР.

### ВГМУ на современном этапе
С 1997 по 2005 годы университет возглавлял Александр Косинец. За этот период в университете произошли крупные преобразования. В 1998 году институт прошёл аккредитацию и аттестацию на статус высшего учебного заведения университетского типа и переименован в Витебский государственный ордена Дружбы народов медицинский университет. В 2001 году открыт стоматологический факультет. В 2003 году была открыта клиника ВГМУ.

В 2010 году введёны в эксплуатацию морфологический корпус университета и медицинская библиотека.

В настоящее[когда?] время в ВГМУ действуют 8 факультетов на базе 64 кафедр. В университете работают 56 докторов и 227 кандидатов наук, из которых 44 — профессоры и 171 — доценты.

## Факультеты
В университете действуют 8 факультетов:
- На лечебном факультете осуществляется подготовка врачей по четырём специальностям: терапия, хирургия, акушерство и гинекология, анестезиология и реаниматология[7]. В состав факультета входят 8 кафедр.
- Педиатрический факультет появился в 2021 году[8].
- На фармацевтическом факультете осуществляется подготовка провизоров по специальности «фармация» для Республики Беларусь и других стран, а также магистров фармации для зарубежных стран[9]. В состав факультета входят 10 кафедр.
- На стоматологическом факультете осуществляется подготовка врачей-стоматологов[10]. В состав факультета входят 4 кафедры.
- Факультет подготовки иностранных граждан (ФПИГ) осуществляет подготовку докторов медицины и стоматологии и магистров фармации для зарубежных стран[5]. В состав факультета входит кафедра русского языка[11].
- Факультет профориентации и довузовской подготовки (ФПДП) проводит подготовку абитуриентов к сдаче централизованного тестирования[12]. В состав факультета входят три кафедры, в том числе кафедра белорусского и русского языков ФПДП, на которой ведётся преподавание дисциплины «белорусский язык. Профессиональная лексика» для всех отечественных студентов.
- Факультет повышения квалификации по педагогике и психологии проводит повышение квалификации и переподготовку преподавательских кадров учреждений образования медицинского профиля по специальности «Профессиональное обучение» с присвоением квалификации «Преподаватель»[13]. В состав факультета входит кафедра психологии и педагогики, преподающая студентам других факультетов дисциплины «основы психологии и педагогики», «этика» и «медицинская психология».
- На факультете повышения квалификации и переподготовки кадров специалисты получают знания о новейших достижениях науки и передовой опыт в области медицины и фармации[14]. В состав факультета входят 6 кафедр.
- Народный факультет «Здоровьесбережение». Основное направление работы факультета – формирование у населения мотивации на здоровый образ жизни, практическое ознакомление с современными диагностическими и восстановительными технологиями.

## Ректоры
- 1934 — 1946 д.м.н., профессор Хазанов Моисей Анисимович.
- 1946 — 1950 Савченко Анисим Иванович, который в то время также являлся заместителем министра здравоохранения БССР.
- 1951 — 1961 профессор Богданович Иван Илларионович.
- 1961 — 1965 профессор Медведева Глафира Антоновна.
- 1965 — 1979 к.м.н., доцент Медвецкий Евгений Никандрович.
- 1979 — 1996 д.м.н., профессор Сачек Михаил Григорьевич.
- 1997 — 2005 д.м.н., профессор Косинец Александр Николаевич.
- 2005 — 2015 д.м.н., профессор Дейкало Валерий Петрович.
- 2015 — 2023 д.м.н., профессор Щастный Анатолий Тадеушевич[15].
- 2023 — н.вр. к.м.н., доцент Чуканов Алексей Николаевич.

## Достижения
- За достижение в 2023 году наилучших показателей в сфере социально-экономического развития учреждение образования «Витебский государственный ордена Дружбы народов медицинский университет» признан победителем соревнования и занесен на Республиканскую доску Почёта[16].